# Sikorsky S-69
El Sikorsky S-69 (designación militar XH-59) fue un girodino coaxial experimental desarrollado por Sikorsky Aircraft como demostrador del Concepto de Pala Adelantada (ABC) patrocinado por del Ejército de los Estados Unidos y la NASA.

## Desarrollo
A finales de 1971, el Laboratorio de Investigación y Desarrollo de Movilidad Aérea del Ejército, que más tarde se convertiría en parte del Laboratorio de Investigación del Ejército, concedió a Sikorsky un contrato para el desarrollo el primer prototipo. El S-69 era el demostrador del Concepto de Pala Adelantada (ABC).
El primer S-69 construido (73-21941) voló por primera vez el 26 de julio de 1973. Sin embargo, resultó muy dañado en un accidente a baja velocidad el 24 de agosto del mismo año debido a fuerzas del rotor no esperadas y a sistemas de control insuficientes. La célula fue luego convertida en una bancada de túnel de viento, que fue probada en el túnel de viento de 40x80 pies del Centro de Investigación Ames de la NASA en 1979. Se completó una segunda célula (73-21942), que voló por primera vez el 21 de julio de 1975. Tras las pruebas iniciales como helicóptero puro, se le añadieron dos turborreactores auxiliares en marzo de 1977. Como helicóptero, el XH-59A mostró una velocidad máxima en vuelo nivelado de 289 km/h, pero con los turborreactores auxiliares, alcanzó una velocidad máxima en vuelo nivelado de 441 km/h, y finalmente una velocidad de 487 km/h en un picado suave. En vuelo nivelado a 333 km/h, podía entrar en un alabeo de 1,4 g con el rotor en autorrotación, aumentando las rpm del mismo. La tensión del fuselaje evitaba la reducción de la velocidad del rotor y, por lo tanto, la expansión completa de la envoltura de vuelo. El XH-59A tenía altos niveles de vibraciones y consumo de combustible.
El programa de pruebas de 106 horas para el XH-59A finalizó en 1981. En 1982, se propuso que el XH-59A fuera convertido a la configuración XH-59B con rotores avanzados, nuevos motores (dos GE T700), y una hélice propulsora canalizada en la cola. Este programa propuesto no se llevó a cabo ya que Sikorsky rechazó pagar una parte de los costes. Sikorsky y sus asociados patrocinaron el desarrollo de los próximos helicópteros que usarían el Concepto de Pala Adelantada; el Sikorsky X2 y el Sikorsky S-97 Raider, desde 2007. 

## Diseño

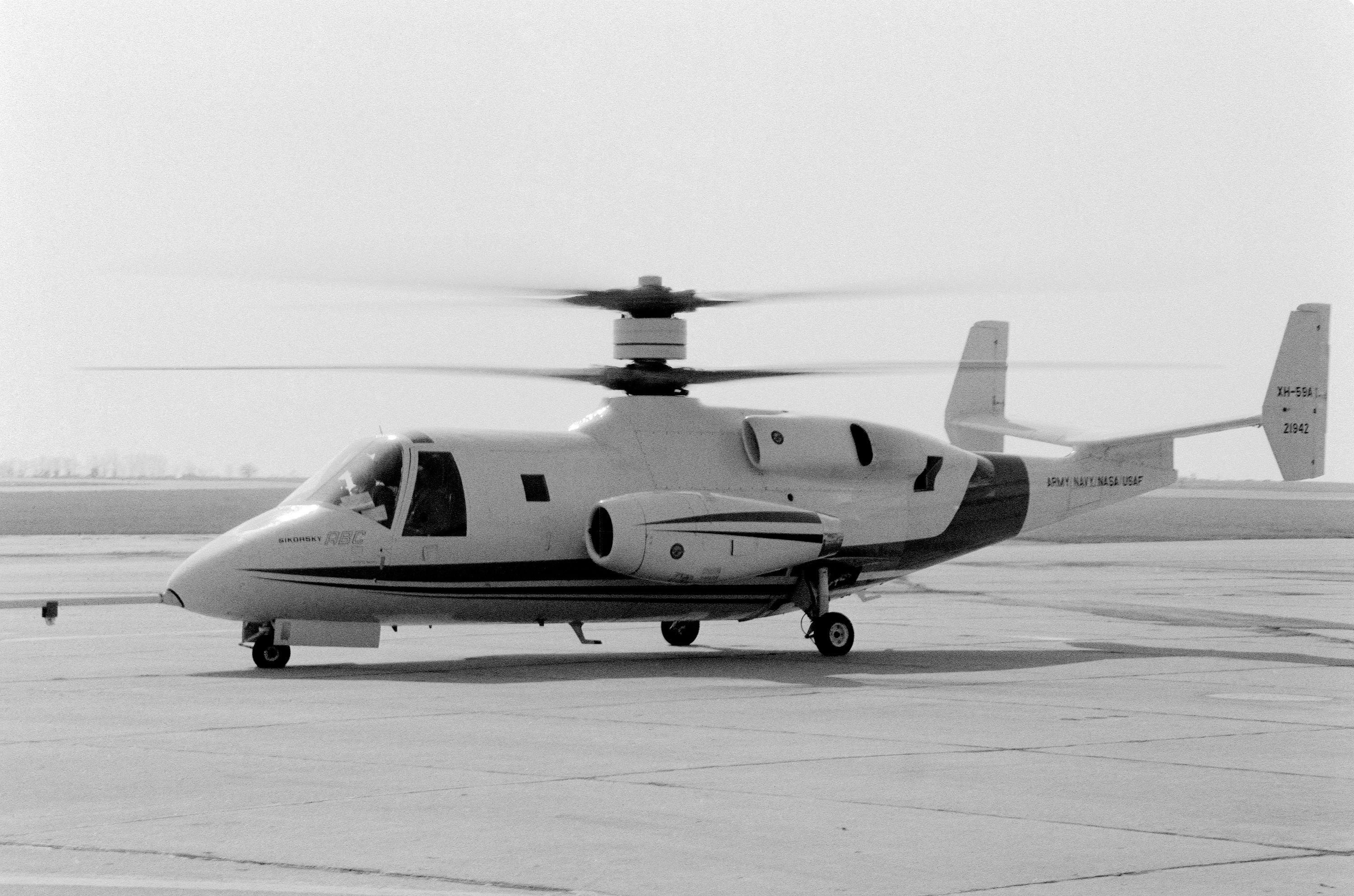
XH-59A en 1981.

El sistema Concepto de Pala Adelantada consistía en dos rotores rígidos contrarrotatorios  separados 76 cm que hacían uso de la sustentación aerodinámica de las palas que avanzaban. A alta velocidad, las palas que se retrasaban no tenían carga, ya que la mayoría de la carga era soportada por las palas que avanzaban de ambos rotores y la penalización debida a la pérdida de la pala que se retrasaba era entonces eliminada. Este sistema no requería un ala añadida para la alta velocidad y para mejorar la maniobrabilidad, y también eliminaba la necesidad de un rotor antipar en la cola. El empuje hacia delante era proporcionado por dos turborreactores, que permitían que el rotor principal solo fuese requerido para proporcionar sustentación. Demostró tener buena estabilidad en vuelo estacionario contra el viento lateral y de cola. Con los reactores instalados, estaba falto de potencia para mantenerse en estacionario fuera de efecto suelo y empleaba un aterrizaje y despegue cortos por razones de seguridad.

## Supervivientes
La célula 73-21941 está almacenada en el Centro de Investigación Ames de la NASA, y la 73-21942 está en exhibición en el Army Aviation Museum, Fort Rucker, Alabama.

## Variantes
XH-59
Primer prototipo de girodino, uno construido.
XH-59A
Segundo prototipo, uno construido.
XH-59B
Propuesta variante mejorada del XH-59A, no construida.

## Operadores
Estados Unidos
- NASA
- Ejército de los Estados Unidos

## Especificaciones (S-69)
Referencia datos: U.S. Army Aircraft Since 1947, Illustrated Encyclopedia, US Army Research Laboratory

### Características generales
- Tripulación: Dos
- Longitud: 12,42 m
- Diámetro rotor principal: 10,97 m
- Altura: 4,01 m
- Peso cargado: 5700 kg (con combustible)
- Peso máximo al despegue: 5000 kg con turborreactores (4100 kg sin turborreactores)
- Planta motriz:   . 
  - 1× turboeje Pratt & Whitney Canada PT6T-3 Turbo Twin Pac.
    - Potencia: 1360 kW (1825 hp o 1500 hp[5]) cada uno.
    - Hélices: doble tripala coaxial

  - 2x turborreactor Pratt & Whitney J60-P-3A de 1,35 kN (3000 lbf)

### Rendimiento
- Velocidad máxima operativa (Vno): 518 km/h o 487 km/h con reactores,[5] 296 km/h[6] o 289 km/h[5] sin reactores
- Velocidad crucero (Vc): 185 km/h
- Techo de vuelo: 4570 m (15 000 pies)
- Régimen de ascenso: 6 m/s a 259 km/h (1200 pies/min a 140 kn)[5]

### Desarrollos relacionados
- Sikorsky X2
- Sikorsky S-97 Raider
- Sikorsky-Boeing SB-1 Defiant
- Sikorsky Raider X

### Aeronaves similares
- Sikorsky S-72

### Secuencias de designación
- Secuencia S-_ (interna de Sikorsky): ← S-66 - S-67 - S-68 - S-69 - S-70 - S-71 - S-72 →
- Secuencia _H-_ (Helicópteros estadounidenses, 1962-presente): ← AH-56 - TH-57 - OH-58 - XH-59 - UH-60/SH-60/HH-60/MH-60 - YUH-61 - XCH-62 →

### Listas relacionadas
- Anexo:Aeronaves de la Fuerza Aérea de los Estados Unidos (históricas y actuales)